# Proksemika
Proksemika – nauka zajmująca się badaniem wzajemnego wpływu relacji przestrzennych między osobami oraz między osobami a otoczeniem materialnym na relacje psychologiczne, sposób komunikacji, itp. Zajmuje się też wpływem odwrotnym, a także badaniem różnic pomiędzy tymi relacjami w różnych kulturach (wpływ sposobu budowania miast, mieszkań, osiedli, parków, oświetlenia ulic itp. na zachowania).
Uznawana jest za naukę leżącą na pograniczu psychologii i antropologii.

## Dystanse personalne
Dystanse personalne są jeden z objawów zachowań przestrzennych człowieka. Są one traktowane jako przedłużenia ciała (ekstensje) i różnie traktowane w różnych kulturach. Wymiary dystansów społecznych zostały opisane przez etologa Edwarda Halla, który początkowo z George’em Tragerem wyróżnił 8 dystansów, a następnie opisał 4, są nimi:
- dystans intymny
- dystans osobisty
- dystans społeczny
- dystans publiczny

## Terytorialność
Terytorialność to zachowania przestrzenne człowieka, związane z jego terytorium, a także relacje między otoczeniem materialnym a zachowaniami. Przyjęcie orientacji własnościowej wobec przestrzeni polega na prostym zajęciu tej przestrzeni na stałe lub sporadycznie.

## Znani proksemicy
- Edward Hall, autor Ukrytego wymiaru (The Hidden Dimension)